# Villesèque
Villesèque é uma comuna francesa na região administrativa de Occitânia, no departamento de Lot. Estende-se por uma área de 23,56 km². Em 2010 a comuna tinha 413 habitantes (densidade: 17,5 hab./km²).